# ガイウス・クラウディウス・ケント
ガイウス・クラウディウス・ケント（ラテン語: Gaius Claudius Centho、生没年不詳）は、紀元前3世紀の共和政ローマの政務官。紀元前240年のコンスル、紀元前225年のケンソル。

## 経歴
著名なアッピウス・クラウディウス・カエクス（アッピア街道の建設者）の第三子とする説もあるが、恐らくカエクスの弟であるアッピウス・クラウディウス・カウデクスの息子である。
紀元前240年にコンスルに就任、同僚はマルクス・センプロニウス・トゥディタヌスで、この年ルキウス・リウィウス・アンドロニクスによってローマで初めて古代ギリシアの演劇が行われた。
紀元前225年にケンソルに就任、同僚はマルクス・ユニウス・ペラで、この年ローマと同盟軍が動員出来る兵力は、歩兵70万騎兵7万といくつかの史料に書かれている。
紀元前217年、翌年の執政官を決める選挙は、当時の執政官が第二次ポエニ戦争中で前線を離れる事が出来ず、インテルレクス制を提案したものの、元老院はルキウス・ウェトゥリウス・ピロを選挙管理のための独裁官に指名した。ところが彼の行った選挙には不備があり、辞任させられてしまった。結局翌前216年にインテルレクスが立てられることとなり、そのうちの一人としてケントが元老院に指名されている。
紀元前213年、このときも執政官は前線に張り付いており、選挙管理のため独裁官が立てられることになった。執政官ティベリウス・センプロニウス・グラックスはケントを独裁官に指名し、ケントはクィントゥス・フルウィウス・フラックスをマギステル・エクィトゥム（副官）として選挙を行った。